# Clemens August von Landsberg zu Erwitte
Clemens August von Landsberg zu Erwitte (* 1733; † 12. Juni 1785 in Velen) aus dem Adelsgeschlecht der Herren von Landsberg war Amtsträger und Beamter im Herzogtum Westfalen und im Hochstift Münster. Daneben war er im großen Stil unternehmerisch tätig.

## Familie und Ausbildung
Clemens August wuchs als Sohn des Franz Kaspar Ferdinand von Landsberg zu Erwitte und seiner Gemahlin  Anna Maria Theresia von der Recke zusammen mit seinen Geschwistern Anna Adolphina (* 1751, ⚭ Hermann von Spiegel zum Desenberg), Johann Matthias (1734–1813, Hofkammerpräsident) und Franz Karl (1735–1779, Domherr) in der westfälischen Adelsfamilie von Landsberg auf. Vor allem von der Mutter gingen erhebliche Impulse für die Gewerbeentwicklung aus. Sie ließ sowohl eine Sägemühle wie auch ein neues Hüttenwerk bei Schloss Wocklum errichten. Landsberg studierte ab 1750 zunächst in Paderborn und anschließend ab 1752 Rechtswissenschaften in Mainz.

## Amtsträger
Ab 1753 war er kurkölner Kämmerer und adeliger Rat des Herzogtums Westfalen. Im Jahr 1755 wurde Landsberg zur Ritterschaft des Herzogtums Westfalen aufgeschworen. Im selben Jahr wurde er zum Erbdrosten von Erwitte und 1761 zum Drost von Balve ernannt. 1756 wurde Landsberg auch zur Ritterschaft des Hochstifts Münster aufgeschworen. Außerdem wurde er zum wirklichen Geheimen Rat ernannt. Im selben Jahr heiratete er Anna Theresia von Velen (1735–1775), die Erbin des Adelsgeschlechts Velen.
Ab 1761 war er adjungierter Drost des Amtes Meppen und ab 1769 dort regulärer Drost. Ab 1779 war Landsberg zusätzlich Erbamtmann zu Erwitte und seit 1784 auch von Westernkotten.
Nach dem Tod seiner ersten Frau heiratete Landberg mit päpstlicher Dispens Sophie Therese von Fürstenberg zu Herdringen (1757–1782).

## Unternehmerisches Handeln
Zwar interessierte sich Landsberg, geprägt von seiner Mutter, für die Montanindustrie, hatte aber keine Ausbildung in diesem Bereich genossen. Im Ehevertrag mit Anna Theresia von 1756 blieb die Verwaltung des landsbergischen Fideikommisses wegen ihres „gute wirtschaft und unermüdeten Fleiß“ zunächst noch der Mutter überlassen. Im Jahr 1758 übernahm dann Landsberg selbst die väterlichen Güter.
Das neue Hüttenwerk scheint erst jetzt in Betrieb gegangen zu sein. Landsberg setzte den Aufbau des einzigen „Montankonzern des damaligen westfälisch-märkischen Wirtschaftsraum“, den die Mutter begonnen hatte, fort. Dabei wird von der Forschung seine bemerkenswerte Risikobereitschaft bei der Kapitalbeschaffung zum Ausbau der Hütte, der Errichtung von Hammerwerken oder den Aufschluss von Bergwerken hervorgehoben. Das Ziel Landsbergs war die Schaffung eines unabhängigen „Fabriquensystems“ mit Wocklum als Mittelpunkt. Dieses sollte sämtliche Produktionsstufen von der Erzförderung, über die Verhüttung bis hin zur Herstellung von Fertigwaren umfassen.
Gegenüber der bürgerlichen Konkurrenz hatte Landsberg den Vorteil der Steuerfreiheit für Grundbesitz und die Zollfreiheit des Adels im Herzogtum Westfalen. Gute Beziehungen bestanden auch zu den Kurfürsten, die nicht selten während ihres Aufenthaltes in Arnsberg im Landsberger Hof residierten. Die wirtschaftlichen Interessen erstreckten sich neben den Unternehmungen im Hönnetal auf Salinen in Sassendorf und Westernkotten und verschiedene Eisen- und Metallerzgruben. Landsberg erwarb zudem 1775 in der Grafschaft Mark Anteile an der Sundwiger Hütte und insbesondere an den Bergwerken Helle und Dahle. In der Mark spielten die adeligen Vorrechte und Beziehungen allerdings kaum eine Rolle. Das Engagement in der Grafschaft Mark diente dazu, die Rohstoffbasis zu erweitern und die drei von ihm errichteten Hammerwerke voll auslasten zu können. Seine Investition in Sundwig führte zur Wiederbelebung des Hüttengewerbes in der Grafschaft Mark, das zuvor fast völlig darniederlag. Im Jahr 1775 wurde dem Stabhammer in Wocklum ein Sensenwerk und eine Schleifmühle angegliedert, um so die Wasserkraft höchstmöglich ausnutzen zu können. Die darüber hinausgehenden Pläne zum Bau zahlreicher neuer Hammerwerke scheiterten am Fehlen geeigneter Hammerschmiede, der Erwerb einer Osemundschmiede war auf Grund der in der Grafschaft Mark geltenden Zunftbestimmungen nicht möglich. Bemerkenswert ist, dass Landsberg mehrfach Schürfversuche auf Steinkohle unterstützte, um Ersatz für die wenig ergiebige eigene Grube bei Hörde zu bekommen. Das im Unternehmen hergestellte Stabeisen wurde zu einem beträchtlichen Teil exportiert, dabei diente der Stammsitz der Familie in Erwitte als Umschlagplatz für die Geschäfte im östlichen Westfalen. Neben dem Ausbau des Eisengewerbes versuchte Landsberg auch den Forstbesitz der Familie auszudehnen. Außerdem regte er die Anlage einer Strumpfmanufaktur, einer Glasfabrik, einer Branntweinbrennerei, einer Garnbleiche, einer Pottaschefabrik, einer Seifenfabrik und einer Kalkbrennerei an. Außerdem wurden weitere Sägemühlen, Öl- und Getreidemühlen angelegt.